# Réserve naturelle régionale du marais de Reuves
La réserve naturelle régionale du marais de Reuves (RNR31) est une réserve naturelle régionale située en Champagne-Ardenne dans la région Grand Est. Classée en 2008, elle occupe une surface de 64 hectares et protège une partie des marais de Saint-Gond.

## Localisation

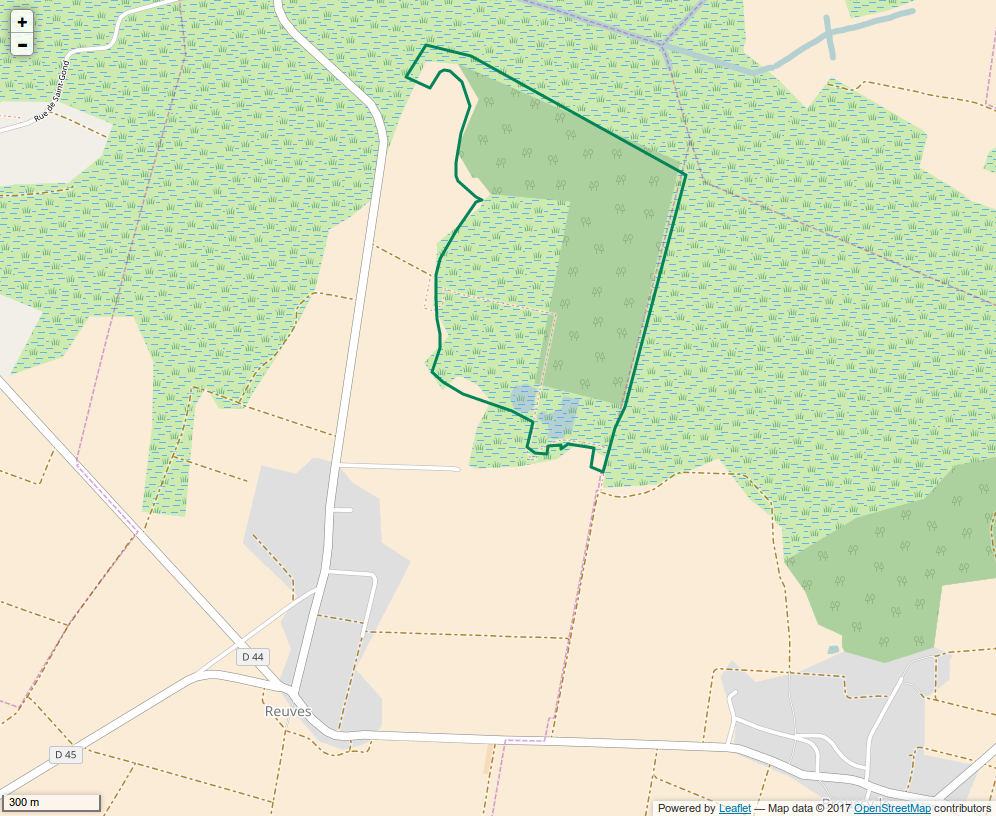
Périmètre de la réserve naturelle.

Le territoire de la réserve naturelle est dans le département de la Marne, sur la commune de Reuves à 12 km au nord de Sézanne. D'une superficie de 64,32 ha, il fait partie des marais de Saint-Gond.

## Histoire du site et de la réserve
Les marais de Saint-Gond ont été draînés considérablement dans les années 1960. L'abandon de certaines pratiques agricoles a conduit à la fermeture des milieux.
Le site a été classé en réserve naturelle volontaire le 13 janvier 1995.

## Écologie (biodiversité, intérêt écopaysager…)
On trouve sur le site des mares et des marais calcaires, des boisements (saulaie, forêt alluviale), des tourbières et des prairies et pelouses.

### Flore
La flore compte 216 espèces recensées dont l'Œillet superbe, la Grande douve et le Peucédan des marais. Au total 24 espèces sont rares à très rares en Champagne-Ardenne.

### Faune
La faune est celle des milieux humides. Pour l'avifaune, on note la présence du Busard des roseaux, du Busard Saint-Martin et de la Pie-grièche écorcheur. Les amphibiens présents comptent le Triton crêté et la Rainette arboricole. 
Dans les invertébrés patrimoniaux, on peut noter l'Agrion de Mercure, la Cordulie à corps fin et le Damier de la succise (protégé au niveau national).

## Intérêt touristique et pédagogique
Un sentier pédagogique avec des panneaux d’information et d’interprétation, le « sentier des rainettes », permet de découvrir le site.

## Administration, plan de gestion, règlement
La réserve naturelle est gérée par le Conservatoire d'espaces naturels de Champagne-Ardenne. Le plan de gestion 2010-2015 est en cours.

### Outils et statut juridique
La réserve naturelle a été créée par une délibération du 21 avril 2008.
Le site fait également partie des zonages suivants :
- ZNIEFF de type I no 01135 « Les marais des Saint Gond »
- ZICO no CA03 « Marais de Saint Gond »
- Site Natura 2000 no 38 « Marais de Saint Gond »